# Главы Березников
Список глав Березников — города на севере Пермского края. Березники имеет статус города с 1932 года. С 2018 года глава города Березники является главой муниципального образования «Город Березники», включающего в себя помимо города территорию Усольского района.

## Председатель горисполкома (1932—1991)
- Собянин, Николай Васильевич (1932—1939)
- Елькин, Михаил Ефимович (1939—1943)
- Козлов, Владимир Николаевич (апрель 1938 — октябрь 1938)[источник не указан 545 дней]
- Буторин, Александр Федорович (ноябрь 1938 — октябрь 1939)[источник не указан 545 дней]
- Мейтарджев, Шаварш Григорьевич (март 1943 — июль 1957)
- Парыгин, Сергей Константинович (август 1957 — январь 1961)
- Кондратов, Лев Александрович (январь 1961 — декабрь 1962)
- Балахонов, Иван Александрович (декабрь 1962 — март 1963)
- Полосухин, Юрий Павлович (март 1963 — март 1967)
- Головин, Анатолий Никанорович (1967—1977)
- Зубарев, Валерий Дмитриевич (август 1977 — январь 1986)
- Белкин, Геннадий Георгиевич (февраль 1986 — декабрь 1991)
- Кушнин, Сергей Семёнович (ноябрь 1991 — январь 1992)

## Первый секретарь горкома ВКП(б), КПСС (1930—1991)
- Шахгильдян Ваган Пирумович (1930—1934) — родился в 1901 году в Шуше. В РСДРП(б) вступил в 1917 г. Награждён Орденом Ленина (1933). Начальник Пермской железной дороги (1934). Арестован в 1937, в 1938 приговорён к растрелу. Реабилитирован посмертно в 1956 г.[1] Сын: Ваган Ваганович Шахгильдян.
- Павловский, Моисей Абрамович (октябрь 1933 — 03.06.1937) — родился в местечке Бор Могилевской губ. в 1900 г. Член ВКП(б) с 1919 года. Арестован в 1937 г., казнён в 1938. Реабилитирован посмертно в 1956 г.
- Самарский, Григорий Федосеевич (май 1937 — июнь 1937)[источник не указан 988 дней]
- Калугин, Иван Владимирович (июнь 1937 — август 1937)[источник не указан 988 дней]
- Михайлин, Василий Павлович (август 1937 — сентябрь 1937)[источник не указан 988 дней]
- Андреев, Яков Яковлевич (май 1938 — март 1939)
- Попов Иван Васильевич (апрель 1939 — август 1943)
- Садовский, Павел Порфирьевич (август 1943 — июнь 1945)
- Семченко, Александр Тимофеевич (ноябрь 1945 — апрель 1946)
- Семёнова, Зоя Петровна (август 1946 — август 1950)
- Галаншин, Константин Иванович (август 1950 — ноябрь 1953)
- Трудов, Сергей Никитич (ноябрь 1953 — ноябрь 1959)
- Коротков, Борис Фёдорович (ноябрь 1959 — декабрь 1962)
- Кондратов, Лев Александрович (декабрь 1962 — январь 1968)
- Вагин, Роберт Аркадьевич (январь 1968 — июнь 1977)
- Головин, Анатолий Никанорович (июль 1977 — январь 1982)
- Агалаков, Владимир Алексеевич (январь 1982 — март 1990)
- Кушнин, Сергей Семёнович (апрель 1990 — ноябрь 1991)

## Глава администрации (1992—1996)

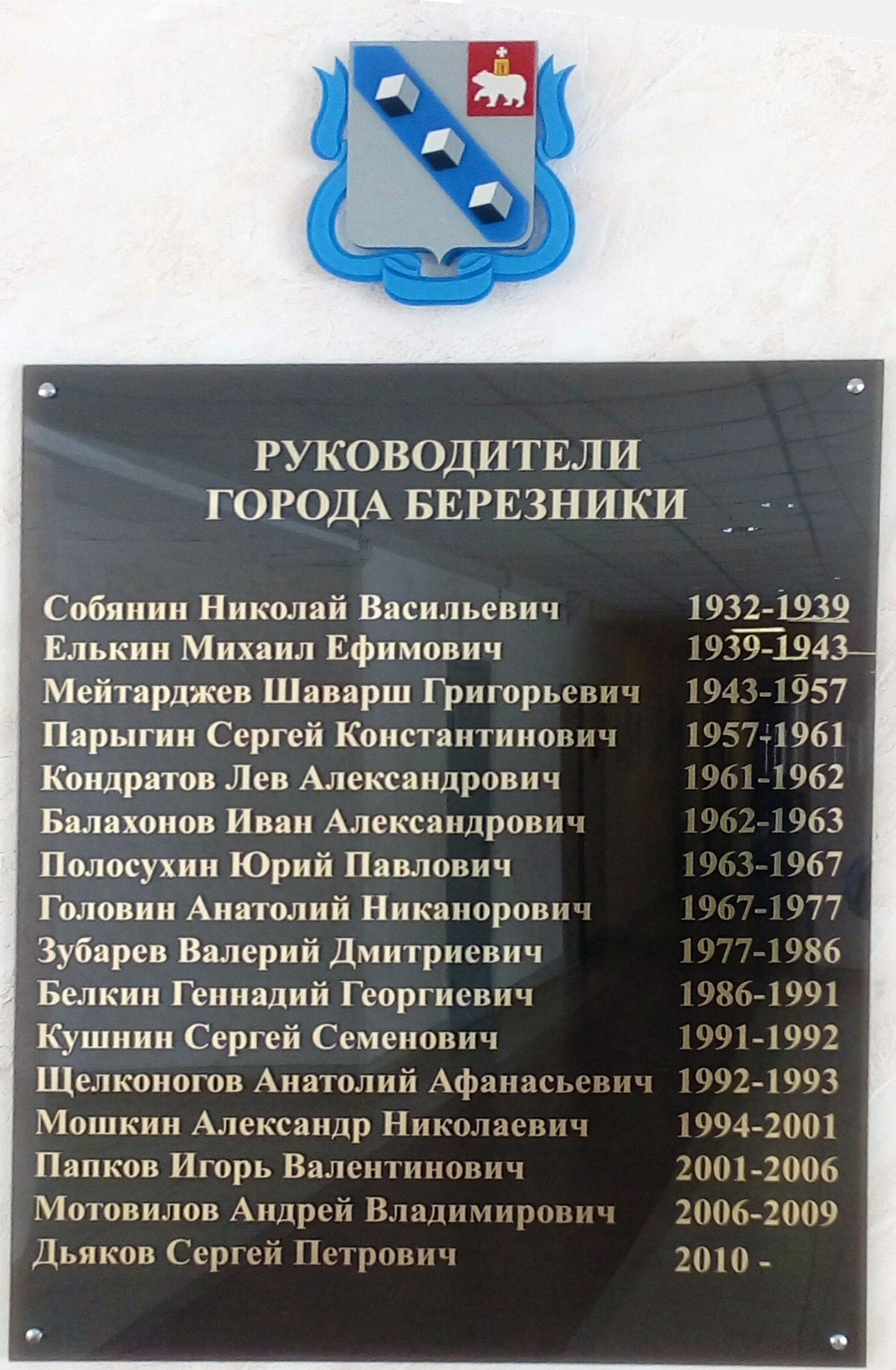
Памятная доска в здании администрации Березников

- Щелконогов, Анатолий Афанасьевич (3 января 1992 — март 1993)
- Кушнин, Сергей Семенович (2 апреля 1993 — 23 февраля 1994)
- Мошкин, Александр Николаевич (2 марта 1994 — 6 марта 1996)

## Глава самоуправления (1996—2006)
- Мошкин, Александр Николаевич  (6 марта 1996 — 6 августа 2001)
- Папков, Игорь Валентинович (21 декабря 2001 — январь 2006)

## Глава города (городского округа)
- Мотовилов, Андрей Владимирович (2 мая 2006 — 2 декабря 2009)
- Дьяков, Сергей Петрович (15 марта 2010 — 3 ноября 2020)
- Светлаков, Константин Петрович (3 ноября 2020 — 15 августа 2022)
- Шинкарев, Михаил Анатольевич (с 15 августа 2022 — февраль 2023) — временно исполняющий полномочия главы города
- Казаченко, Алексей Алексеевич (с февраля 2023)[2]